# Pilar Salamanca Segoviano
Pilar Salamanca Segoviano (Valladolid, 1948), es una escritora, periodista y traductora española.

## Biografía
Se licenció en Filosofía y Letras por la Universidad de Valladolid (1965-70). Está especializada en Historia Contemporánea del Oriente Medio, se licenció en Árabe e Islam en la Universidad Autónoma de Madrid (1983). Es doctora en Filología Inglesa por la Universidad de Salamanca (1995). Es, así mismo, titulada en periodismo por la Escuela Oficial de Periodismo de Madrid (1971).
Suya es la primera traducción directa al español del Poema de la Medicina de Avicena (1999). Ha traducido del gaélico a Pearse Hutchinson (1994) y a la poeta irlandesa Eavan Boland (1997) así como varios cuentos y ensayos del Inglés alternando su trabajo como catedrática de Inglés en el Instituto Zorrilla de Valladolid con diversas colaboraciones en El Norte de Castilla, Diario Regional, El Mundo de Valladolid y El Sol, así como en las revistas Palenque, Tamara, Crónica-7 y 20 Minutos, editadas todas ellas en Valladolid.

## Obra

### Novelas
- A capela. Novela. Editado por Ediciones del Curueño. León (1999).
- Enaguas de color salmón. Junta de Castilla y León (1999).
- A cielo abierto. Ed. Algar. Valencia (2000).
- La isla móvil. Ed. Bassarai. Vitoria (2005).
- Cráter. Ed. Bassarai. Vitoria (2007)
- Los años equivocados. Ed. Algaida (2009).
- Soñar con ballenas. Ed. Menoscuarto. Palencia (2012).

### Relatos
- A contrapelo. Premio Diario del Pueblo (1969).
- Peter. Accésit Certamen Internacional de Cuentos Caja de Ahorro Valladolid (1970).
- Tango bar. Fablas. Revista Literaria Agosto (1971)
- Crónica interrumpida de una muerte trivial. Primer premio de la revista Los Infolios (1983).
- De una sustancia más nebulosa que la locura. Accésit Premio Jauja (1986).
- Julia, abuela. Llanuras. Revista Literaria. Valladolid (1986).
- Un culo pintado de rojo. Llanuras. Revista Literaria. Valladolid (1988).
- Margarido y los otros. Cuentos Selectos/3. Ed. Jamais. Sevilla (2002).
- Las palabras desaparecidas. Museo Casa de Cervantes. Valladolid (2004).
- No volveremos a oír ladrar a sus perros (Reflexión y cuento). Lugares de ficción. Cátedra Miguel Delibes (2010).

### Poemas
- Qasida. Libros del Jacarandá. Madrid (1998).
- Ayer, no te vi en Sarajevo. Editorial La Vorágine. Santander (2017)

## Traducción y publicaciones

### Traducción
- 1980: traducción del inglés de: La Llave Mágica (The Indian in the Cupboard) de Lynne Reid Banks. EVEREST.
- 1994: Traducción del gaélico/inglés: El alma que besó al cuerpo. Poemas de Pearse Hutchinson. HIPERION.
- 1995: traducción novena edición del Ruiz Torres. Diccionario de Términos Médicos Inglés-Español. Zirtabe Ed.
- 1997: primera traducción directa del árabe: El Poema de la Medicina (Ùrguza fi - ´Tibb). Edición bilingüe basada en la transcripción del Manuscrito 1752 BN Alger, publicada por HenrieJabier y Abdelkader Noureddine en Les Belles Lettres. París 1956. Junta de Castilla y León. Valladolid.
- 2004: traducción del inglés de: Ley y Literatura. Richard A. Posner. Colegio de Abocatos de Valladolid.

### Publicaciones
- 1996: Estudio y Sistemización del léxico de origen árabe en el Oxford English Dictionary. ISBN 84-87762-530-1 Universidad de Valladolid.
- 1989: A Nature Quiz en Road to English (revista). Ed. SM Madrid.
- 1980: Un Estudio Crítico sobre las Uvas de la Irea. Encrucijada (revista). Valladolid

### Premios
- 1969: Diario Pueblo de Relato por: A contrapelo (relato).
- 1970: Accésit Certamen de Cuentos Caja de Ahorros. Valladolid por Peter (relato).
- 1983: Primer Premio Revista "Los infolios" por: Crónica interrumpida de una muerte trivial (relato).
- 1985: Miguel de Unamuno por: De mujer a mujer (relato).
- 1986: Accésit Premio Jauja por: De una substancia más nebulosa que la locura (relato).
- 1993: Accésit concedido por el Dto. de Inglés de la Universidad de Cáceres en el VII Certamen de Traducción Poética del Inglés al Español por la traducción de "The Soul That Kissed the Body".
- 1999: Premio Fray Luis de León de la Junta de Castilla y León por Enaguas de color salmón (Novela)
- 2001: Premio de Narrativa Ciutat de Valencia - Vicente Blasco Ibáñez por: A cielo abierto.
- 2006: Premio Racimo 2005 de Literatura por: La isla móvil (novela).
- 2008: Premio Miguel Delibes de Narrativa por: Cráter (novela).
- 2009: Premio Ciudad de Salamanca de Novela por: Los años equivocados.